# 狂犬驚魂
《狂犬驚魂》（英語：Cujo）是一部改編自斯蒂芬·金的小說《狂犬庫丘》、於1983年上映的電影，由路易斯·蒂格執導。本片被美國Bravo電視台選為百大恐怖片第58名。

## 獲獎及提名
土星獎(Saturn Award)
- 最佳恐怖片（提名）

波爾圖奇幻電影節獎(Fantasporto)
青年藝術家獎

## 票房
這部電影於1983年8月12日上映，由華納兄弟在1,293家電影院發行。美國國內票房共2120萬美元。

## 演員
- 迪·華萊士·斯通飾演 Donna Trenton
- 丹尼·派托羅飾演 Tad Trenton
- 丹尼爾·休伊·凱利飾演 Vic Trenton
- 克里斯多福·史東飾演 Steve Kemp
- 艾德·羅特飾演 Joe Camber
- 凱拉尼·李飾演 Charity Camber
- 比利·簡恩飾演 Brett Camber

## 外部連結
- 互联网电影数据库（IMDb）上《狂犬驚魂》的资料（英文）
- AllMovie上《Cujo》的资料（英文）
- 爛番茄上《狂犬驚魂》的資料（英文）
- Box Office Mojo上《狂犬驚魂》的資料（英文）
- 豆瓣电影上《狂犬驚魂》的資料 （简体中文）

1. 聯合新聞網. . 噓！星聞. 2017-09-12  [2025-02-20] （中文（臺灣））.